# Enicosanthum magnoliiflorum
Enicosanthum magnoliiflorum är en kirimojaväxtart som först beskrevs av Joseph Dalton Hooker och Thomas Thomson, och fick sitt nu gällande namn av Airy Shaw. Enicosanthum magnoliiflorum ingår i släktet Enicosanthum och familjen kirimojaväxter. Inga underarter finns listade i Catalogue of Life.